# Rörturbin

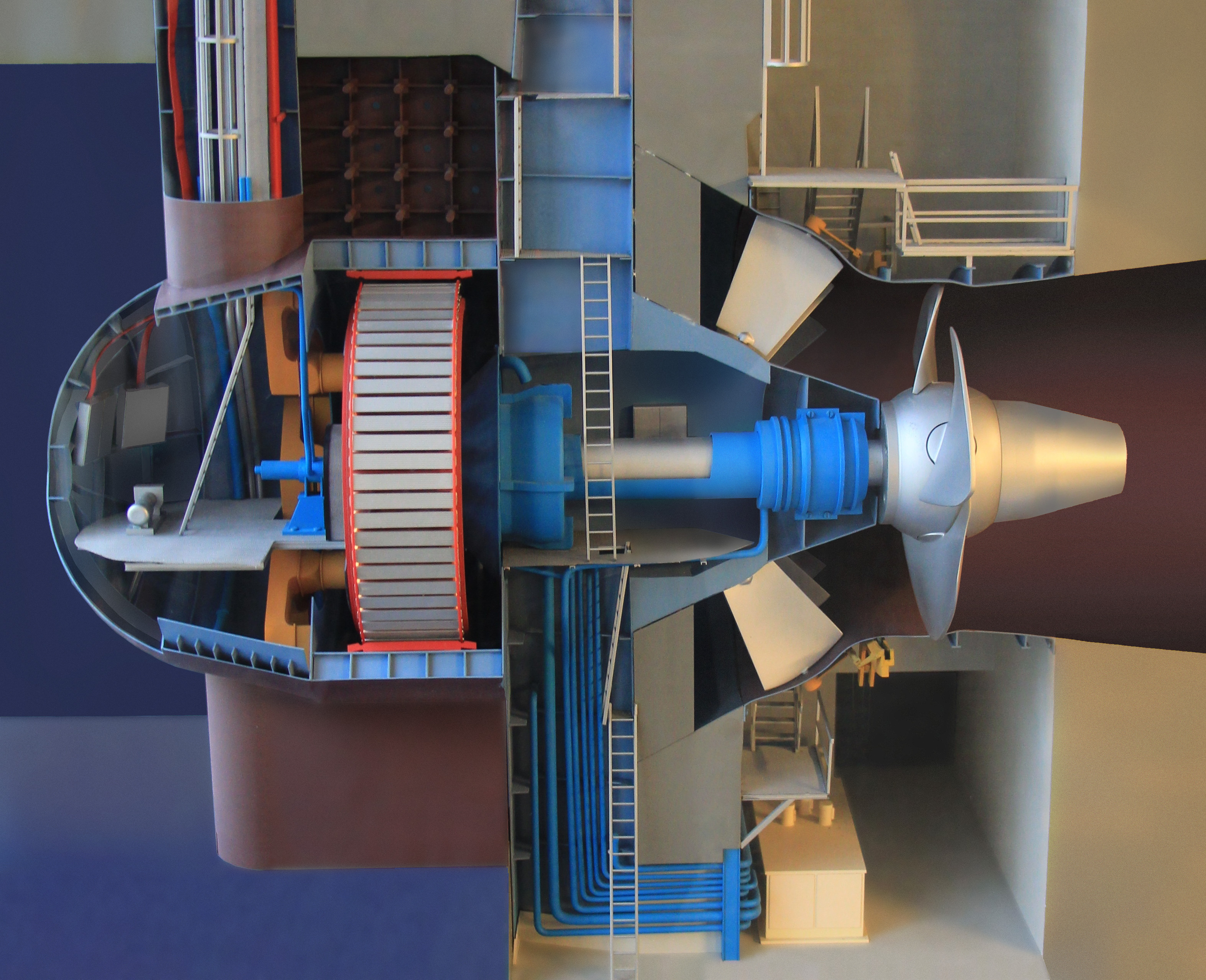
Modell av en stor rörturbin.

Vattenflöde i en rörturbin.

En rörturbin, även kallad  bulbturbin, är en kaplanturbin med horisontell axel. Den lämpar sig främst för strömkraftverk med liten fallhöjd och högt vattenflöde.
Rörturbinen, som utvecklades i Tyskland på 1930-talet, monteras nedsänkt i vattnet som en ubåt i ett speciellt utformat "rör" som leder vattnet runt turbinen. Uppströms i den spolformade bulben  finns generatorn, som kan nås via ett vertikalt schakt, och nedströms själva rotorn, som också kan nås via ett schakt. Längst bak finns turbinbladen, som kan vara fasta eller vridbara. Rörturbinen kan förses med en växellåda mellan turbinen och generatorn, som då kan göras mindre.
En liten bulbturbin, som monteras i ett rör framför en rörkrok med en axel till en  generator utanför röret, kallas en S-turbin.